# Ouvre la Voix
 (mai 2025).
Ouvre la Voix est un festival cyclo-musical qui se déroule sur la voie verte Roger-Lapébie entre Bordeaux et Sauveterre-de-Guyenne, en Gironde, en France. Il est organisé par la Rock School Barbey de Bordeaux, dans le cadre des Scènes d'été en Gironde.
Les festivaliers alternent sur trois jours promenades à bicyclette et concerts éclectiques (pop-rock, chanson française, slam, rap, lo-fi, chorale) dans des lieux pittoresques le long de la piste cyclable (églises romanes, halle, bastides, ancienne gare) où sont proposés des dégustations de divers produits de l'Entre-deux-Mers.

## Programmation
Le festival se déroule chaque année au début des vendanges courant septembre.

### 2017
Josem, Adrien Soleiman, Santa Machete, Bootchy Temple, La Famille Martoche, Les Hurlements d'Léo, The Robert's Creek Saloon, Chœur des Femmes de l'Opéra national de Bordeaux, Taléa, Wood Dog House, Victorine, Toto & Les Sauvages, Gauvain Sers

### 2016
Nayah, le Josem, Gaspard Royant, le Tandem des Fennecs, Zoufris Maracas, Fanflures Brass Band et The Excitements

### 2015
Botibol Experience, Fanfare Balbazarâ, My Ant, Francky Goes To Pointe-à-Pitre, Thomas Skrobek, Los Teoporos, Contreband, Blackbird Hill, Last Train

### 2014
Otava Yo, Rachael Dadd, Fanfare RockBox, Flip Grater, Dorian Pimpernel, Wall of Death , Les Frères Casquette, Tulsa, Bokale Brass Band, Damage Case, Flyin’ Saucers Gumbo Special

### 2013
I Me Mine, Jaromil Sabor, Fanfare de la Rockschool Barbey, C'est Bien Ben, Catfish, Arman Miélès, Bob's Not Dead, Tulsa, Arch Woodman, Les Touffes Krétiennes

### 2012
Bombes 2 Bal, Merlot, Les Pièces Jointes, Les Hurlements d'Léo, Fanfare AOC, Manguidem Taf Taf, Julien Ribot, Fanfara Shatra, Moon Hop

### 2011
Carmen Maria Vega, Les Monstroplantes, GiedRé, Frànçois and The Atlas Mountains, Stranded Horse, Beasty, Tabernacle Tour !, Wombo Orchestra, Bob's Not Dead, Les Gosses de la Rue

### 2010
Claire Denamur, The Shaking Heads, Clelia Vega, Fanfare EYO'NLE, The Automators, DJ Flebeat, Les Frères Brothers, Cumbia Ya, Mobymatic Circus, Marjolaine BabySidecar, Karpatt

### 2009
Padam, Luciole, Las Ondas Marteles, Oncle Strongle, The Somebody, John Sushi & The Bastards, Moriarty, Docteur Groove, Mansfield Tya, Madeleine a les Boules, Jim Murple Memorial

### 2008
Patrice Caumon, Amélie les crayons, F.M., Julie et le vélo qui pleure, La Collectore, Maloh, Les Blérots de R.A.V.E.L., Chorale la volière, Okabe, Precious Sandy Club, The Transmeters et Josem.